# Engoulevent de Temminck
Lyncornis temminckii
Espèce
Synonymes
- Eurostopodus temminckii (Gould, 1838)
(protonyme)

Statut de conservation UICN

 LC  : Préoccupation mineure
L'Engoulevent de Temminck (Lyncornis temminckii) est une espèce d'oiseaux de la famille des Caprimulgidae.

## Répartition
Cet oiseau vit au Brunei, en Indonésie, en Malaisie, à Singapour et en Thaïlande.

## Taxinomie
La dénomination spécifique, temminckii, commémore le zoologiste néerlandais Coenraad Jacob Temminck.